# Lessiri
Lessiri este o comună din regiunea Soubre, Coasta de Fildeș.